# Ralf Koring
Ralf „Kora“ Koring (* 1. Juni 1969 in Conneforde) ist ein ehemaliger deutscher Handballspieler und aktueller Handballtrainer.

## Karriere

### Spieler
Ralf Koring begann im Alter von acht Jahren mit dem Handballspielen bei der SG VTB/Altjührden. 1980 wurde er mit der E-Jugend Niedersachsenmeister. Hier spielte er unter anderem mit dem späteren deutschen Nationalspieler Jan Fegter zusammen. Bei seinem Heimatverein blieb Koring bis zum Jahr 1992, ehe er sich dem Bundesligisten SG VfL/BHW Hameln anschloss. In der Saison 1993/94 wurde Hameln Vizemeister, Koring bekleidete die Position des Kreisläufers. 2000 kehrte Koring nach Varel zurück – die SG VTB/Altjührden hieß ab 2002 HSG Varel –, wo er 2010 seine Karriere beendete.

### Trainer
Bereits während seiner aktiven Zeit bei der SG VTB/Altjührden bzw. HSG Varel war Koring Co-Trainer unter Spielertrainer Arkadiusz „Arek“ Błacha. Nach dem Ende seiner aktiven Laufbahn übernahm Koring zur Saison 2010/11 die A-Jugend der HSG Varel, die zu jener Zeit in der Regionalliga spielte. Zur Saison 2017/18 wurde er Co-Trainer der Männermannschaft der SG VTB/Altjührden an der Seite von Cheftrainer Ivo Warnecke.

## Privates
Koring ist gelernter Landwirt. Er schulte zum Industriemechaniker um.